# 国鉄ホヌ30形客車
ホヌ30形は、かつて日本国有鉄道（国鉄）に在籍した事業用客車（暖房車）である。

## 概要
1925年（大正14年）、東京近郊の電化工事が完成し、同年12月13日から横須賀線で、同月19日からは東海道本線東京駅 - 国府津駅間で電気機関車牽引による旅客列車の運転が開始された。導入されたED51形 、ED52形などは、客車に暖房用スチームを供給する装置（蒸気発生装置）を持たなかったが、運用開始当初は故障に備え次位に蒸気機関車を連結していたこともあり、問題になることはなかった。しかし、電気機関車の性能が確認され蒸気機関車の連結が不要になる翌年の冬場に向け、新たに暖房用スチームを供給する手段を用意しなければならなくなった。
このため翌1926年（大正15年）11月から12月にかけて、鋼製暖房車ホヌ20200形が製造された。これが本形式である。製造は鉄道省の小倉工場と苗穂工場で行われ、15両が登場した。日本における最も初期の鋼製客車であり、未経験の部分も多かったが、両工場では持てる技術を動員してまとめあげた。ホヌ20200 - 20204の5両が小倉工場、ホヌ20205 - 20214の10両が苗穂工場製である。
20200形というこの形式称号は、当時、標準軌改築の準備として車軸に長軸を採用した大型客車を20000番台としていたが、長軸台車を装備する本形式もその仲間と見なされたためである。1928年（昭和3年）の車両称号規程改正では、本形式は鋼製客車の形式番号を与えられず、雑形の形式番号を与えられ、ホヌ6800形（ホヌ6800 - 6814）となった。1941年（昭和16年）に鋼製客車の新たな番号体系が制定された後も、雑形の形式番号のままであったが、1949年（昭和24年）7月に暖房車も鋼製客車の番号体系に組み込まれることとなり、ホヌ30形（ホヌ30 1 - 15）となった。
車体は全鋼製で、車体後部に炭水庫、室内にボイラーと水槽を設置しており、後部炭水庫の背が低いため、L字形の外観を呈する。前位側の妻面には観音開き扉、側面には窓3枚と開き戸1枚が設けられている。屋根上には水雷型通風器が1個設置されている。車体長は、わずか6,680mm（車両の全長は7,530mm）であるが2軸ボギー車で、台車中心間距離は3,520mmに過ぎない。台車は当初、貨車用アーチバー式のTR18であったが、貨車で脱線事故が発生したため枕ばねを改造し、TR19と改称された。
ボイラーの能力は、常用圧力6kg/cm2、火床面積8.0m2、全伝熱面積3.1m2（煙管19.4m2、燃焼室2.4m2、火室1.3m2）である。運転整備重量は26.8t、空車重量は20.39 - 22.86t、水槽容量は3.07m3、石炭積載量は0.48tである。

## 運用
本形式は、東海道本線電化の黎明期に米英などから輸入された電気機関車とともに使用されたが、1929年（昭和4年）に本格的な大型暖房車としてスヌ6850形（後のスヌ31形）が登場すると、地方の新規電化開業線区へと分散した。具体的には1931年（昭和6年）4月の中央本線八王子駅 - 甲府駅間、同年9月の上越線水上駅 - 石打駅間（清水トンネル）、1937年（昭和12年）11月の仙山線作並駅 - 山寺駅間（仙山トンネル）、1949年4月の奥羽本線福島駅 - 米沢駅間（板谷峠）である。さらに変わったところでは、非電化の水郡線（水戸駅 - 常陸太田駅・常陸大子駅間）でも使用された。これは、8620形蒸気機関車の牽引で運転されていた通学通勤用の輸送力列車を、1960年（昭和35年）に蒸気発生装置を搭載しないDD13形ディーゼル機関車の牽引に置き換えたことによる。仙山線では、1955年（昭和30年）の交流電化後も投入された試作機関車（ED44形、ED45形）が電気暖房用電源を搭載していなかったため、これらとの組み合わせでも使用された。
奥羽本線や仙山線では、当該区間の交流電化への転換にともない、電気暖房用電源を搭載したED78形やEF71形の投入により1968年（昭和43年）に淘汰され、中央本線においても1970年（昭和45年）に姿を消した。本形式が最後まで使用されたのは水郡線で、蒸気発生装置を搭載したDE10形ディーゼル機関車の配属によって1972年（昭和47年）7月にホヌ30 4, 5, 7が廃車となり、形式消滅した。